# Jenny Madestam
Jenny Elisabeth Madestam (född Hjorth) född den 12 februari 1974 i Södertälje församling i Stockholms län, är en svensk statsvetare verksam som universitetslektor vid Södertörns högskola och som docent vid Försvarshögskolan.

## Karriär
Jenny Madestam är dotter till departementsrådet Lars Hjorth och socionom Elisabeth Schönberg. Hon är gift med ekon. dr Andreas Madestam.
Madestam disputerade år 2009 vid Stockholms universitet med doktorsavhandlingen En kompispappa och en ytlig djuping. Partieliters ambivalenta partiledarideal. I sin forskning har hon fokuserat på politiskt ledarskap och partiledarskap, med frågor om hur den ideala ledaren ser ut, liksom vem som blir politisk ledare och hur. Madestam har efter disputation forskat om ledarrekrytering i svenska partier och författat en bok utifrån en studie av detta i socialdemokraterna, moderaterna och miljöpartiet (Hur blir man vald? Om partiledarskiften i tre svenska partier). Hon forskar även om sociala medier och politiskt ledarskap liksom delat ledarskap i skolans och partipolitikens värld.
Madestam är krönikör på kvällstidningen Expressens ledarsida.